# María Amelia Caracuel del Olmo
María Amelia Caracuel del Olmo (Cañete de las Torres, España, 10 de julio de 1954) es una política española.

## Biografía
Fue diputada por Córdoba. Diputada de la VII y VIII Legislatura. Diplomada en Derecho. Concejala.

## Actividad profesional
- Portavoz adjunta de la Comisión de Trabajo y Asuntos Sociales
- Vocal de la Comisión de Cultura
- Vocal de la Comisión no permanente para las políticas integrales de la discapacidad